# Túnel de Morata de Jalón

## Historia
El túnel de Morata de Jalón está situado en Morata de Jalón (Zaragoza). Es una infraestructura de uso privado construida únicamente para que los camiones de la cementera "Cementos Portland" ubicada en la localidad no tuvieran que atravesar el casco urbano.
Es el túnel de titularidad privada más largo de Aragón, actualmente no se emplea ya que con el aumento de los tonelajes, los volúmenes de carga de los camiones y del tráfico, el túnel se quedó pequeño y en su lugar se construyó una pista alternativa muy amplia que aunque con fuertes pendientes permite el cruce de 2 camiones sin restricciones.

## Características
Es un túnel monotubo de 222 metros de longitud.